# Vasa kustjägarbataljon

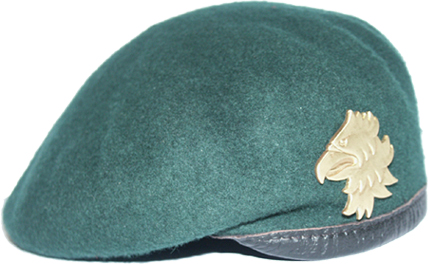
Rätten att bära den gröna baretten förtjänas genom ett avlagt kustjägarexamen.

Vasa kustjägarbataljon är en del av Nylands Brigad och utbildar kustjägare, båtplutonen, spanare, eldledare och kustrobotplutonen till marinen.

## Organisation
Vasa Kustjägarbataljon består av:
- 1. Kustjägarkompaniet (1. KustJK)
- 2. Kustjägarkompaniet (2. KustJK)
- Stridsbåtskompaniet (SBK)[3]

## 1. och 2.Kustjägarkompaniet
1. och 2. Kustjägarkompaniet utbildar kustjägare (stridsordonnanser, eldstödskrigare, eldledningsmän samt manskap till underhållsuppgifter). Kustjägarna utbildas för stridsuppdrag i skärgårdsmiljö samt i bosättningsmiljö. Uppgifterna kan variera från spaningsuppdrag till anfallsuppdrag och tagande av terräng. Kustjägarna samarbetar med landstridskrafter, fartygsenheter samt helikoptertrupper. Truppens huvudsakliga transportmedel är Jurmo- och G-båtar. Utbildningen är krävande och förutsätter god kondition. Utbildningstiden för manskap är 165 dygn. Gruppchefernas och plutonchefernas utbildningstid är 347 dygn. Efter grundutbildningen placeras de som presterat sämst fysiskt på underhållsuppgifter eller förflyttas till andra kompanier. De mest lämpliga förflyttas till underofficersskolan för gruppchefsutbildning på kustjägar- eller eldledningslinjen.
På 1. Kustjägarkompaniet utbildas även de kustjägare som ingår i ATU-truppen (Amphibious Task Unit). Tjänstgöringstiden på ATU kursen är 347 dygn. 

## Granatkastarkompaniet
Granatkastarkompaniet utbildar kastarmän, signalmän, mätmän och eldledare i att hantera lätta och tunga granatkastare. Eldledarna utbildas också i att leda kustartilleriets och fältartilleriets eld. Utbildningstiden är 165 dygn för manskap samt 347 dygn för gruppchefer och plutonchefer.
Specialröjare (vilka även är gruppchefer) tjänstgör 347 dygn. Gruppchefers och plutonchefers utbildningstid är 347 dygn.

## Barettmarschen
I finska försvarsmakten används benämningen barett för den huvudbonad som i Sverige kallas basker.

Man genomför den så kallade barettmarschen (marsch med orientering och vattenhinder, allt med full fältutrustning). Detta tillsammans med andra krav i form av skjuttest, löptest, styrketest, simtest, genomförda övningar i kustförhållanden, under 15% frånvaro samt klanderfri tjänstgöring ger beväringen rätt att bära den gröna kustjägarbaretten, eller "gröna baskern" som den ibland även kallas för.